# Polizeiruf 110: Vergeltung?
Vergeltung? ist ein deutscher Kriminalfilm von Peter Vogel aus dem Jahr 1980. Der Fernsehfilm beruht auf Motiven von Hasso Magers Roman Mord im Hotel und erschien als 63. Folge der Filmreihe Polizeiruf 110.

## Handlung
Nach 17 Jahren Haft wegen Raubmordes wird Eberhard Gantzer aus dem Gefängnis entlassen. Er zieht bei seiner Freundin Ilse Lanning ein und macht nach längerer Suche seinen damaligen Komplizen ausfindig, dem die Flucht gelungen war. Er fordert von ihm Geld, jedoch nicht zum Eigenbedarf. Er soll so lange zahlen, bis er sich freiwillig der Polizei stellt. Da Ilse von Eberhards Tun genug hat, wirft sie ihn raus. Er zieht in ein Hotel, wo er wenig später tot aufgefunden wird. Hauptmann Peter Fuchs und Leutnant Woltersdorf übernehmen die Ermittlungen.
Oberleutnant Jürgen Hübner und Leutnant Vera Arndt bearbeiten unterdessen einen anderen Fall. Nach einem Theaterbesuch meldet Dietmar Söhnl, dass sein Wagen gestohlen wurde. Mit dem Wagen, so stellen die Ermittler wenig später fest, wurde am Abend ein Fußgänger angefahren und schwer verletzt, während der Täter Fahrerflucht beging. Da es am Tatabend regnete, können die Ermittler keine Spuren feststellen. Dietmars Vater Gunter reagiert gereizt und wirft Dietmar vor, den Wagen nicht abgeschlossen zu haben. Gunter hat für die Tatzeit zwar kein Alibi, lässt jedoch seinen Freund Richard Ahrend aussagen, dass er während der Zeit bei ihm war. Der PGH-Vorsitzende ist mit Gunter in kleinere Betrügereien verwickelt, die auffallen könnten, wenn Gunters Leben näher untersucht würde.
Im Fall des toten Eberhard Gantzer rekonstruieren die Ermittler, dass ein anderer Mensch im Zimmer gewesen sein muss. Von Ilse erfahren sie, dass Eberhard von seinem damaligen Mittäter Geld erpresst hat. Den Namen des anderen Mannes kennt sie nicht, doch geben die Ermittlungsakten von damals seinen Namen als Georg Schlauf an. Der sei 1960 in die Bundesrepublik Deutschland gegangen. Der Akte liegt ein Foto aus der Zeit bei.
Beide Ermittlerteams kommen in ihren Fällen nicht weiter. In einer ruhigen Minute lassen Jürgen Hübner und Peter Fuchs den jeweils anderen in ihre Arbeitsakte sehen. Sie finden erstaunliche Parallelen: Georg Schlauf und Gunter Söhnl haben die gleichen Geburtsdaten, auch wenn die Geburtsorte unterschiedlich sind. Während Georg 1960 in die Bundesrepublik ging, kam der in Kassel geborene Gunter Söhnl 1961 in die DDR. Die Ermittler ahnen, dass Georg Schlauf und Gunter Söhnl dieselbe Person sind. Gunter wird festgenommen, wobei er sich mit ganzer Kraft wehrt, und verhört. Er bestreitet, Georg Schlauf zu sein, doch stellt sich heraus, dass es in der Bundesrepublik tatsächlich einen Gunter Söhnl gibt, jedoch mit anderem Geburtsdatum als das, was der vermeintliche Gunter bei der Vernehmung angibt. Da er jedoch auf Peter Fuchs’ Nachfrage eine tatsächliche Wohnadresse Söhnls als seine letzte im Westen angibt, hat er sich verraten. Ein früherer Arbeitskollege identifiziert Söhnl anhand einer charakteristischen Narbe als Schlauf. Schlauf wird verhaftet und verfällt in Depressionen, da er 18 Jahre unter falscher Identität gelebt hat und diese nun auch psychisch ablegen muss. Schlaufs Familie – seine Frau und zwei Kinder – sind ebenfalls erschüttert, weil sie ihre gesamte Familie einschließlich Namen nun infrage stellen müssen.

## Produktion
Vergeltung? wurde von 19. Juni bis 13. August 1979 in Berlin, Suhl, auf Rügen, in Greifswald und Stralsund gedreht. In Sassnitz entstanden die Hotelszenen um Eberhard Gantzer (Rügenhotel Sassnitz) sowie die Arbeitsszenen von Söhnl (Hafen Sassnitz), eine Streitszene auf dem Hochuferweg der Kreidefelsen. Die Kostüme des Films schuf Helga Dürwald, die Filmbauten stammen von K. P. M. Wulff. Der Film erlebte am 9. März 1980 im 1. Programm des Fernsehens der DDR seine Premiere. Die Zuschauerbeteiligung lag bei 59,7 Prozent.
Es war die 63. Folge der Filmreihe Polizeiruf 110. Hauptmann Peter Fuchs ermittelte in seinem 39. Fall, Oberleutnant Jürgen Hübner in seinem 29. Fall, Leutnant Vera Arndt in ihrem 40. Fall und Leutnant Woltersdorf in seinem 7. Fall. Es war das einzige Mal, dass alle vier Ermittler gleichzeitig in einem Polizeiruf auftraten.
Die Kritik nannte Vergeltung? einen Film „mit einer komplizierten Handlungsführung über mehrere Fabelstränge und Zeitebenen und mit einer psychologisch interessanten Täterfigur im Mittelpunkt“. Regisseur Vogel bemühe sich „um visuelle Attraktivität“; der Film habe zudem die Besonderheit, dass der Zuschauer mit dem Täter Verständnis habe oder sogar Sympathie für ihn empfinde.